# Catalogue of Life
Der Catalogue of Life (CoL) ist ein Projekt zur Erfassung aller bekannten Arten von Lebewesen auf der Erde. Es wurde im Juni 2001 gestartet. Dabei wurden die Kataloge Integrated Taxonomic Information System (ITIS) und Species 2000 zusammengeführt. Er enthält mit Stand vom 19. Dezember 2024 2.194.933 rezente und 151.568 ausgestorbene Arten aus 57.055 Datensätzen.

## Aufbau
Catalogue of Life ist ein Datenbank-Aggregator. Es handelt sich um eine standardisierte Ausgabe in Form einer Nutzer-Schnittstelle, deren Dateninhalt auf den Daten der am Projekt beteiligten Datenbanken beruht. Dies kann als eine Checkliste aller verwendeten wissenschaftlichen Namen aufgefasst werden. Bei der Ausgabe wurde einem rangbasierten System, beruhend auf der klassischen (linnéschen) Taxonomie der Vorzug gegenüber alternativen, rangfreien Klassifizierungen wie etwa dem System nach Adl et al. gegeben, da ein rangbasiertes System, insbesondere für Nicht-Taxonomen, weitaus besser intuitiv verständlich und verwendbar ist. Dabei handelt es sich nicht um zwei im Kern unterschiedliche Systeme, sondern eher um eine alternative Aufbereitung und Präsentation, die auf derselben Datengrundlage beruht.
Ein wesentliches Problem bei der Datenaufbereitung taxonomischer Daten in der Bioinformatik ist die dynamische Natur der wissenschaftlichen Namen. Zwar sollte die biologische Nomenklatur jede Einheit mit genau einem, eindeutigen Namen versehen. In der Praxis sind aber für dieselbe Einheit oft mehrere Namen (Synonyme) in Gebrauch, wobei unter Taxonomen nicht selten umstritten ist, welcher davon der gültige (valide) Name ist. Verschiedene Taxonomen führen dieselbe Einheit möglicherweise in unterschiedlichem Rang, etwa als Art oder als Unterart, Varietät, Form etc. Darüber hinaus können mit demselben Namen bezeichnete Einheiten unterschiedlich umschrieben sein. Wenn etwa ein Taxonom ein bestimmtes Taxon, wie eine Pflanzensippe als Unterart auffasst, ein anderer als Art, würde der Artnamen bei dem ersten auch die Individuen der zweiten Sippe umfassen, bei dem zweiten wäre die, mit demselben Namen bezeichnete, Einheit enger abgegrenzt. Um diese Schwierigkeit zu umgehen, wurden für die Zwecke der Datenhaltung neue Identifikatoren für die Datenhaltung eingeführt, die jeweils eine eindeutige Zuordnung ermöglichen sollen. Auf diesen, die Life Science Identifiers (LSIDs) genannt werden, beruhte zunächst die Organisation der Datenbank. Beispielsweise wird der Pflanzenart Callistemon linearifolius (Link) DC. Die LSID urn:lsid:catalogueoflife.org:taxon:ea5f0312-a39d-11e7-8cee-bc764e092680:col20170927 zugeordnet. Einige Taxonomen betrachten diesen Namen als invalide und nennen dieselbe Art Melaleuca linearifolia (Link) Craven. Da dieser dieselbe LSID zugeordnet worden ist, werden beide in der Datenbank zu einem Objekt zusammengeführt. Dieses bliebe auch dann eindeutig, wenn der Name verändert würde.
Seit 2021 verwendet der Catalogue of Life eindeutige und stabile Zeichenblöcke (COL Stable identifiers) z. B. 75F9 Gattung Puma, im Catalogue of Life zur Identifikation der Arten, damit entfallen die Life Science Identifiers im Catalogue of Life.
Die Angaben des Catalogue of Life werden in der Ausgabe in zwei Versionen ausgegeben, einer monatlichen Edition und einer jährlichen Checkliste. Die erste davon wird kontinuierlich fortgeschrieben, mit je nach zuliefernder Datenbank unterschiedlichem Turnus, meist vierteljährlich. Die zweite bildet einen Schnappschuss aus der ersten ab, der zu einem fixen Zeitpunkt einmal jährlich erzeugt und anschließend nicht mehr verändert wird. Der Grund für diese zunächst unverständlich erscheinende Verdoppelung liegt darin, dass so eine stabile Version zur Verfügung gestellt wird, die etwa in einer wissenschaftlichen Publikation zitiert werden kann. Eine Zitierung aus einer dynamischen Datenbank ist hingegen nicht eindeutig, da sich der Inhalt nach der Veröffentlichung verändert haben kann.
Entsprechend der Funktion als Checkliste ist die Angabe zu jedem Taxon im Catalogue of Life extrem abgekürzt. Es werden angegeben: Der wissenschaftliche Name mit den je nach relevantem Nomenklatur-Code notwendigen Angaben (Autor, ggf. Publikationsjahr etc.), der jeweilige Rang (Art, Gattung, Familie etc.), der Status des Namens (akzeptiert als valider Name, oder Synonym), die grundlegende Gruppe (eines von sieben Reichen) und die Datenbank, aus der die jeweilige Information entnommen wurde (bei aus ITIS entnommenen Taxa wird auch eine Liste von Vernakular- oder Trivialnamen angegeben). Außerdem ist immer die Stellung im taxonomischen Baum angegeben, also ggf. bei Arten die jeweiligen Unterarten.